# Loree Moore
Loree Marlowe Moore (* 21. März 1983 in Carson, Kalifornien, Vereinigte Staaten) ist eine ehemalige Basketballspielerin, die von 2005 bis 2009 für die New York Liberty in der Women’s National Basketball Association und von 2007 bis 2013 in der russischen Liga für BC Chevakata Vologda spielte.

## Karriere

### College
Loree Moore spielte bis 2005 für das Damen-Basketballteam der University of Tennessee, wo sie von Pat Summitt trainiert wurde.

### Women’s National Basketball Association
Loree Moore wurde im WNBA Draft 2005 von den New York Liberty an der zehnten Stelle ausgewählt. In der Saison 2005 bekam sie noch wenig Spielzeit und stand auch nie in der Startformation. Das änderte sich in der Saison 2006, als sie an der Seite von Becky Hammon in 29 von 34 Spielen in der Startformation stand. Ihre Spielzeit erhöhte sich von 8,2 Minuten auf 28 Minuten pro Spiel. Dadurch steigerte sie ihren Punkteschnitt von 0,9 Punkten auf 6,1 Punkte pro Spiel. Nachdem Hammon zu den San Antonio Silver Stars transferiert wurde, stand sie in der Saison 2007 in allen Spielen der Liberty in der Startformation. Ihre Spielzeit erhöhte sich auf 34,2 Minuten pro Spiel. In dieser Spielzeit erzielte sie 9,6 Punkte, 4,1 Rebounds, 4,8 Rebounds und 2,2 Steals pro Spiel. Auch in den weiteren Saisons für die Liberty stand sie regelmäßig in der Startformation des Teams. In der Saison 2008 gelang ihr mit der Mannschaft der einzige Erfolg in einer WNBA-Playoff-Serie. Sie erreicht mit dem Team die Conference-Finals, die aber gegen das Team der Detroit Shock verloren wurden. Trotz der guten Leistungen in New York bestritt sie ab der Saison 2010 keine Spiele mehr in der WNBA.
Bis zu diesem Zeitpunkt bestritt sie in 5 WNBA-Saisons in der regulären Saison 155 Spiele, dabei stand sie 123 Mal in der Startformation und erzielte 926 Punkte, 546 Rebounds und 569 Assists. In 10 Playoff-Partien (davon 9 in der Startformation) erzielte sie 74 Punkte, 36 Rebounds und 40 Assists.

### Europa
In der Saisonpause der WNBA spielte Moore wie viele WNBA-Spielerinnen in Europa. In den Saisons 2007/08 bis 2011/12 stand sie dabei für das russische Team BC Chevakata Vologda auf dem Platz.

### Nationalmannschaft
Nachdem sie mit den US-Juniorinnen bei der Weltmeisterschaft 2001 den dritten Platz erreicht hatte, nahm sie mit der US-Damen-Nationalmannschaft an keinen internationalen Turnieren teil.